# Lilla Vällingen
Lilla Vällingen är en sjö i Sävsjö kommun i Småland och ingår i Lagans huvudavrinningsområde. Sjöns area är 0,09 kvadratkilometer och den är belägen 206 meter över havet.